# Сибилла Гедвига Саксен-Лауэнбургская
Сибилла Гедвига Саксен-Лауэнбургская (нем. Sibylle Hedwig von Sachsen-Lauenburg; 30 июля 1625, Ратцебург — 1 августа 1703, Лауэнбург) — принцесса Саксен-Лауэнбургская, в замужестве герцогиня Саксен-Лауэнбургская.

## Биография
Сибилла Гедвига — младшая дочь герцога Августа Саксен-Лауэнбургского и его первой супруги Елизаветы Софии Гольштейн-Готторпской (1599—1627), дочери герцога Иоганна Адольфа Гольштейн-Готторпского.
В 1654 году Сибилла Гедвига вышла замуж за кузена Франца Эрдмана Саксен-Лауэнбургского (1629—1666). Брачный договор был заключён ещё за два года до этого и способствовал снижению напряжённости, возникшей вокруг наследства герцога Августа, не оставившего наследников мужского пола.
Брак Сибиллы Гедвиги остался бездетным, она пережила не только своего мужа, но и последнего герцога Саксен-Лауэнбурга Юлия Франца в 1689 году и безуспешно претендовала на наследство. Вдовой проживала преимущественно в Тюшенбекке и в летней резиденции в Грос-Грёнау и получала доходы от амта Ратцебург. Сибилла Гедвига похоронена в церкви Марии Магдалены в Лауэнбурге.